# آلونسو دی اوجدا
آلونسو دی اوجدا (Alonso de Ojeda) (حدود ۱۴۶۶ میلادی – حدود ۱۵۱۵ میلادی)، کاوشگر، فرماندار و فاتح اسپانیایی بود. او از کشورهای که امروزه به‌نام‌های گویان، ونزوئلا، ترینیداد، توباگو، کوراسائو، آروبا و کلمبیا یاد می‌گردند، سفر کرد. او همراه با آمریگو وسپوچی سفر می‌کرد، آمریگو کسی بود که به عنوان نام‌گذار و کاشف ونزوئلا در جریان دو سفر اکتشافی نخست خود، به عنوان نخستین اروپایی که از گویان، کوراسائو، کلمبیا و دریاچه ماراکایبو دیدار نموده‌است و همچنین به عنوان بنیان‌گذار سانتا کروز (لا گوایریتا) شناخته می‌شد.

## اوایل زندگی
آلونسو دی اوجدا، حدود ۱۴۶۶ میلادی در توریجونسیلو دیل ری، نئو کاستایل زاده شد. پدر وی رودریگو دی هویتی، یک اشرافی پایین اسپانیایی بود که در ۱۴۷۴ میلادی برای ایزابل در جنگ جانشینی کاستیلیا جنگید. ایزابل از حمایت او بسیار متشکر بود و فرزندش آلونسو را تحت محافظت خود قرار داد. آلونسو هنگامی که جوان بود برای دوکِ میدیناسیلی، لوئیس دی لا سردا خدمت نمود. هنگامی که در خدمت دوک بود، او با توانایی نظامی، مهارت در شمشیر زنی و شجاعتی که از خود در فتح گرانادا به نمایش گذاشت، جایگاه برجسته‌ای را کسب کرد.
آلونسو یک مرد قد کوتاه، لایق و خوش سیما بود. گفته می‌شد که در هر جنگی، او نخستین کسی بود که دست به خونریزی می‌زد. براساس یادداشت بارتلمه د لاس کاساس، او «علی‌رغم قد کوتاهش، تمامی کمال‌های جسمانی که یک مرد می‌تواند داشته باشد را در خود داشت».

## ورود به هیسپانیولا
پس از نخستین سفر اکتشافی موفقیت‌آمیز کرستیف کلمب، ترتیبات یک سفر اکتشافی دومی با کشتی‌های به مراتب بزرگتر توسط خوان دوریگوز دی فونسیکا برای کلمب آماده شد. میدیناسیلی هم سرور کلمب بود و هم سرور اوجدا، از این‌رو این قابل تعجب نیست که اوجدا در یک سن نسبت جوانی برای رهبری یکی از کشتی‌ها در این سفر اکتشافی جدید انتخاب گردید. فونسیکا نیز تحت تأثیر اوجدا قرار گرفته بود و بعداً به یکی از مهم‌ترین سروران وی مبدل شد.
ناوگان در سپتامبر ۱۴۹۳ به مقصد جزیره هیسپانیولا حرکت کرد و در نوامبر به کارائیب رسید. یکی از نخستین توقف‌های آنها جزیره گوادالوپ بود و یکی از گروه‌های وارد جزیره شده بود، مفقود گردید. کلمب که نگران ایمنی آنها بود (چون ساکنین جزیره مشکوک به آدمخواری بودند)، اوجدا را با گروهی از افراد مسلح به جزیره فرستاد تا گروه مفقود شده را جستجو نماید. گروه مفقود شده در نهایت خودشان بازگشتند، اما جستجوی اوجدا شواهدی بیشتری مبنی بر موجودیت رسم آدمخواری در میان کاریب‌های ساکن در جزیره ارایه نمود.
آنها در اواخر نوامبر به هیسپانیولا رسیدند و قلعه نویداد را که در جریان سفر اکتشافی اولی تأسیس کرده بودند دریافتند، اما این قلعه تخریب شده و اسپانیایی‌های ساکن در آن، مُرده بودند. مردمان بومی این جزیره، یکی از سران قبایل داخلی به‌نام کائونابو را عامل این مشکلات معرفی کردند. آنها شروع به جستجوی جزیره نمودند و یک زیستگاه دائمی به‌نام ایزابل ساختند. کلمب در ژانویه ۱۴۹۴ یک گروه کوچک نظامی را به رهبری اوجدا به مناطق کوهستانی جزیره‌ای به‌نام سیبائو فرستاد تا به دنبال طلا بگردند. اوجدا دو هفته بعد بازگشت و چند تکه بسیار با ارزش طلا با خود آورد و همچنین گزارش داد که مقدار زیاد طلای قابل استخراج در آن منطقه موجود است.
کشف طلا در سیبائو، این جزیره را در محراق توجه قرار داد. در مارس ۱۴۹۴، کلمب با یک گروه حدوداً ۵۰۰ نفری عازم اکتشاف این منطقه شد. شکار برای طلا ناکام بود، اما مردمان بومی که در مناطق اطراف بودند، برای مبادله تجاری طلا می‌آوردند. کلمب قلعه‌ای را به نام سانتو توماس (نام‌گذاری آن به معنی توبیخ برای آنهای بود که در مورد موجودیت طلا شک داشتند) به عنوان یک مکان تجاری و پایگاهی برای جستجوی بیشتر تأسیس کرد. زمانی که کلمب به نزد ایزابل بازگشت می‌کرد، پدرو مارگاریت که یک مرد اشرافی از آراگون و فرد مورد اعتماد شاه بود، به عنوان فرمانده این قلعه گماشته شد.
کلمب در آوریل ۱۴۹۴ اوجدا را با یک نیروی در حدود ۳۰۰ سرباز فرستاد تا مارگاریت از وظیفه‌اش در سانتو توماس آزاد گردد. کلمب از مارگاریت خواست تا تعدادی سرباز با خود بگیرد و به دنبال طلا در جزیره بگردد، از مردمان بومی مواد غذایی بگیرد و کائونابو را دستگیر نماید. در یک گذرگاه دریایی که توسط یک قبیلهٔ دوستانه کنترل می‌گردید، اوجدا رئیس قبیله و برخی مقامات آنرا به اتهام اینکه یک تعداد لباس در جریان سفر اکتشافی قبلی توسط آنها دزدیده شده بود، دستگیر نمود. اوجدا گوش‌های یک اسیر را برید و بقیه را در زنجیر به ایزابل فرستاد. مجازات ظالمانه اوجدا مردم بومی را وحشت زده نموده و آنها را به ضد اسپانیایی‌ها ساخت. هنگامی که اوجدا به قلعه رسید، مارگاریت از دستورها کلمب اطاعت نکرده و با افراد خود در قلعه باقی ماند. مدت کوتاهی پس از آن‌که او به اسپانیا بازگشت، از وضعیت ناگوار و بدرفتاری با هندی‌ها شاکی بود.
پس از سرپیچی مارگاریت از دستگیری کائونابو، کلمب به اوجدا دستور داد تا رئیس قبیله‌ای که متهم به تخریب زیستگاه اسپانایی اولی در نویداد بود را پیدا کند. براساس یادداشت بارتلمه د لاس کاساس، اوجدا یک مجموعه سیقل شده غل و زنجیر به کائونابو پیشکش نموده و او را متقاعد نمود تا به عنوان نماد وفاداری، آنرا بپوشد. ترفند جواب داد و اوجدا توانست رئیس قبیله را به نزد کلمب بیاورد.
پس از بدرفتاری اوجدا با هندیها در گذرگاه دریا، قلعه‌ای باید ساخته می‌شد تا از گذرگاه‌های مهم محافظت نماید. در ۱۴۹۴ میلادی، نخستین شورش هندی‌ها در همین قلعه رخ داد؛ قلعه ویران شد و ده اسپانیای توسط قبایل محلی به قتل رسید. کلمبیا انتقام این شورش را با یک نیروی ۵۰۰ نفری به رهبری اوجدا گرفت. به شورشی‌های ضربه سنگینی وارد شد و حدود ۱٬۵۰۰ نفر آنها برده گرفته شد – ۶۰۰ تن آنها به اسپانیا فرستاده شده و بقیه آنها به کسانی که در جزیره بود به عنوان برده داده شد.
آلونسو دی اوجدا در نبرد ویگا ریال (همچنین معروف به نبرد جاکویمو است) نیز سهم گرفت و اسپانیایی‌ها تحت فرماندهی او فاتح میدان بودند. براساس گزارش نوشته شده توسط لاس کاساس، ارتش بومی متشکل از ده هزار جنگجو بود، در حالیکه اسپانیایی‌ها تنها چهار صد نفر سرباز بودند. هویداست که این ارقام به‌گونه اغراق‌آمیزی بیان شده‌است. اوجدا در ۱۴۹۶ میلادی به اسپانیا بازگشت.

## نخستین سفر دریایی به ونزوئلا
پس از اینکه اوجدا به اسپانیا بازگشت، فرمانروایان کاتولیک، بدون اجازه کلمب، به او دستور دادند تا دوباره به سمت آمریکا حرکت کند، کاری که او در ۱۸ می ۱۴۹۹ با سه کاراول انجام داد. او یکجا با راهنما و نقشه‌نگار دریایی خوان دی لا کوسا و ناوبر ایتالیایی آمیریگو ویسپوکسی سفر کرد. این نخستین سفر از یک سری سفرهای بود که بعداً به عنوان «سفرهای کوتاه» یا «سفرهای آندلسی» مشهور شده و به مناطقی از دنیای جدید انجام شد.

## کتابشناسی
انگلیسی
- Fernandez-Armesto, Felipe (2007). Amerigo: The Man Who Gave His Name to America. New York: Random House. ISBN 978-1-4000-6281-2.
- Floyd, Troy (1973). The Columbus Dynasty in the Caribbean, 1492-1526. Albuquerque: University of New Mexico Press.
- Ford, Jeremiah Denis Mathias (1913). "Alonso de Ojeda". Catholic Encyclopedia.
- Irving, Washington (1831). The Companions of Columbus. Philadelphia.
- Morison, Samuel Eliot (1974). The European Discovery of America: The Southern Voyages. New York: Oxford University Press.
- Romoli, Kathleen (1953). Balboa of Darien: Discoverer of the Pacific. Garden City, New York: Doubleday and Company.
- Sauer, Carl Ortwin (1966). The Early Spanish Main. University of California Press.
- Thomas, Hugh (2003). Rivers of Gold: The Rise of the Spanish Empire, from Columbus to Magellan. Random House. ISBN 0-375-50204-1.
- Vigneras, Louis-Andre (1976). The Discovery of South America and the Andalusian Voyages. University of Chicago Press.

اسپانیایی
- López de Gómara, Francisco. Medina del Campo (1555). Historia General de las Indias. 1553; Zaragoza . {{cite book}}: External link in |publisher= (help)
- Enciclopedia Ilustrada Cumbre - Tomo 10 (1993). Page 231. 32ª. México: Editorial Hachette Latinoamérica, S.A. de C.V. ISBN 970-611-125-5.
- B. de las Casas, Historia de las Indias (five volumes, Madrid, 1875–76)